# Trigilbert
Trigilbert (ur. 8?? – zm. 9??) – hiszpański duchowny, biskup Seo de Urgel w 914 roku.